# Mondragone
Mondragone – miejscowość i gmina we Włoszech, w regionie Kampania, w prowincji Caserta.
Według danych na rok 2004 gminę zamieszkiwało 24 028 osób, 445 os./km².